# Viacheslav Malaféyev
Viacheslav Aleksándrovich Malaféyev (en ruso: Вячесла́в Алекса́ндрович Малафе́ев; San Petersburgo, Unión Soviética, 4 de marzo de 1979) es un exfutbolista ruso. Jugaba de portero y su único equipo fue el Zenit de San Petersburgo. 

## Biografía
Malaféyev empezó su carrera futbolística en las categorías inferiores del Zenit de San Petersburgo. En 1999 pasa a formar parte de la primera plantilla del club. Debuta en liga sustituyendo a Roman Berezovsky, quien estaba suspendido por una tarjeta roja. Ese año gana una Copa de Rusia.
En 2001, tras la marcha de Berezovsky del equipo, se convierte en el portero titular. A partir de entonces realizó grandes actuaciones, llegando a ser elegido el mejor portero del campeonato liguero en 2003 y 2004.
En 2005 sufrió una lesión. Debido a esto perdió la titularidad en el Zenit en favor de su compañero Kamil Čontofalský. Una vez recuperado consiguió ganarse de nuevo el puesto de titular.
En 2007 conquista el título de Liga. Al año siguiente se proclama campeón de la Copa de la UEFA 2007-08, derrotando en la final al Glasgow Rangers por dos goles a cero. Ese mismo año también gana la Supercopa de Rusia.
Se retiró de la actividad futbolística al finalizar la temporada 2015-16.

## Selección nacional
Ha sido internacional con la  Selección de fútbol de Rusia en 16 ocasiones. Su debut como internacional se produjo el 19 de noviembre de 2003 en un partido contra Gales.  
Participó en la Eurocopa de Portugal de 2004 disputando el partido Rusia 2 - 1 Grecia.
Fue convocado para participar en la Eurocopa de Austria y Suiza de 2008. No llegó a debutar en ese torneo debido a que Ígor Akinféyev se ganó el puesto de portero titular.

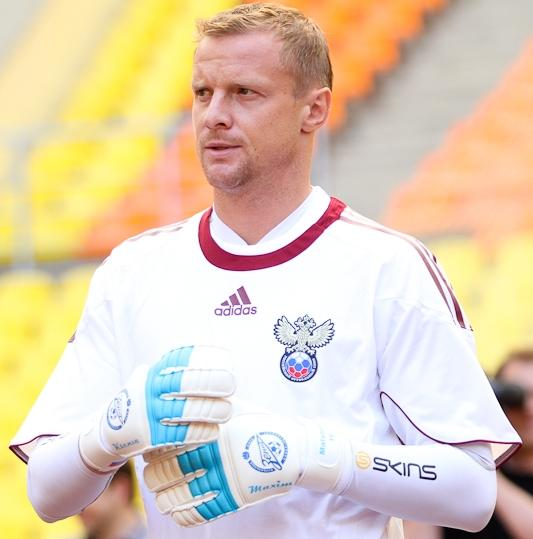
Malaféyev con la selección rusa en 2011

Fue convocado por su selección a la Eurocopa 2012 realizada en Polonia-Ucrania. Tras dicho torneo, anunció su retiro de la Selección Rusa para pasar más tiempo con sus hijos.

## Clubes

### Como jugador
| Club         | País  | Año       | Partidos |
| ------------ | ----- | --------- | -------- |
| FC Zenit "B" | Rusia | 1997-1999 | 54       |
| FC Zenit     | Rusia | 1999-2016 | 322      |

### Como asistente
| Club     | País  | Año           |
| -------- | ----- | ------------- |
| FC Zenit | Rusia | 2017-presente |

## Títulos
- 1 Copa de Rusia (Zenit de San Petersburgo, 1999)
- 1 Liga de Rusia (Zenit de San Petersburgo, 2007)
- 1 Supercopa de Rusia (Zenit de San Petersburgo, 2008)
- 1 Copa de la UEFA (Zenit de San Petersburgo, 2008)
- 1 Supercopa de Europa (Zenit de San Petersburgo, 2008)
- 2 veces elegido mejor portero de la Liga Premier de Rusia (2003 y 2004)

## Vida personal
Vyacheslav Malafeev estuvo casado con Marina Malafeeva, nacida en 1974, con la cual tuvo dos hijos, Ksenia y Maxim. Marina falleció en un accidente de tránsito el 17 de marzo de 2011, a los 36 años.
En 2012 se casaría nuevamente con Ekaterina Malafeeva, para más tarde divorciarse a fines de 2021. Con ella tuvo un hijo llamado Alex.